# آنوو (بریی)
آنوو (به فرانسوی: Anoux) یک کمون در فرانسه است که در canton of Briey واقع شده‌است. آنوو ۹٫۸۸ کیلومتر مربع مساحت دارد ۲۴۸ متر بالاتر از سطح دریا واقع شده‌است.